# 스즈키 마사에
스즈키 마사에(일본어: 鈴木 政江, 1957년 1월 21일 ~ )는 일본의 은퇴한 여자 축구 선수이다.

## 국가대표팀 경력
그녀는 1984년 10월 24일 이탈리아과의 경기에서 일본 국가대표팀에 데뷔했다. 1986년과 1991년 AFC 여자 축구 선수권 대회 준우승, 1990년 아시안 게임 은메달 획득에 기여했으며 1991년 FIFA 여자 월드컵에도 출전했다. 그녀는 1991년까지 국제 A매치 45경기에 출전했다.

## 통계
| 일본 | 일본 | 일본 |
| 연도 | 출전 | 득점 |
| ---- | ---- | ---- |
| 1984 | 1    | 0    |
| 1985 | 0    | 0    |
| 1986 | 13   | 0    |
| 1987 | 4    | 0    |
| 1988 | 3    | 0    |
| 1989 | 9    | 0    |
| 1990 | 5    | 0    |
| 1991 | 10   | 0    |
| 통산 | 45   | 0    |